# Servette Football Club Genève 1890 2004-2005
Questa voce raccoglie le informazioni riguardanti il Servette Football Club Genève 1890 nelle competizioni ufficiali della stagione 2004-2005.

## Stagione
Nella stagione 2004-2005 il Servette, allenato da Marco Schällibaum, Adrian Ursea e Stefano Ceccaroni, concluse il campionato di Super League al 10º posto e fu retrocesso in Challenge League. In Coppa Svizzera il Servette fu eliminato al secondo turno dal Sion. In Coppa UEFA il Servette fu eliminato al secondo turno preliminare dall'Újpest.

## Rosa
| N. |                                 | Ruolo | Calciatore         |
| -- | ------------------------------- | ----- | ------------------ |
| 2  | Svizzera (bandiera)             | D     | Philippe Cravero   |
| 3  | Svizzera (bandiera)             | C     | Sébastien Fournier |
| 5  | Brasile (bandiera)              | C     | Leonardo           |
| 6  | Svizzera (bandiera)             | C     | Oscar Londono      |
| 7  | Guinea (bandiera)               | C     | Thierno Bah        |
| 12 | Bosnia ed Erzegovina (bandiera) | D     | Aleksandar Bratic  |
| 15 | Cile (bandiera)                 | C     | Jean Beausejour    |

| N. |                     | Ruolo | Calciatore            |
| -- | ------------------- | ----- | --------------------- |
| 19 | Francia (bandiera)  | D     | Jean-Jacques Domoraud |
| 21 | Svizzera (bandiera) | C     | Paulo Diogo           |
| 23 | Spagna (bandiera)   | D     | Quinín                |
| 25 | Francia (bandiera)  | D     | Hervé Alicarte        |
| 26 | Svizzera (bandiera) | C     | Tibert Pont           |
| 27 | Italia (bandiera)   | C     | Marco Balthazar       |
| 29 | Francia (bandiera)  | C     | Price Jolibois        |

## Organigramma societario
Area tecnica
- Allenatore: Stefano Ceccaroni
- Allenatore in seconda:
- Preparatore dei portieri:
- Preparatori atletici:

## Calciomercato

### Sessione estiva
| Acquisti | Acquisti              | Acquisti             | Acquisti |
| R.       | Nome                  | da                   | Modalità |
| -------- | --------------------- | -------------------- | -------- |
| D        | Hervé Alicarte        | Bordeaux             |          |
| C        | Jean Beausejour       | Universidad Católica |          |
| C        | Davide Callà          | Wil                  |          |
| P        | Paolo Collaviti       | Young Boys           |          |
| D        | Jean-Jacques Domoraud | Le Mans              |          |
| A        | Éric Hassli           | Neuchâtel Xamax      |          |
| A        | João Paulo            | Paulista             |          |
| C        | Price Jolibois        | Beauvais             |          |
| C        | Christian Karembeu    | Olympiacos           |          |
| C        | Kata                  | Beira-Mar            |          |
| C        | Leonardo              | Istres               |          |
| C        | Roberto Merino        | Atl. Malagueño       |          |
| A        | Viorel Moldovan       | Nantes               |          |
| D        | Miguel Portillo       | Neuchâtel Xamax      |          |
| D        | Quinín                | FC Cartagena         |          |
| D        | Toni                  | Beira-Mar            |          |
| C        | Jorge Valdivia        | Rayo Vallecano       |          |
| D        | Furo Yenemi           | Istres               |          |
| C        | Stéphane Ziani        | Nantes               |          |

| Cessioni | Cessioni            | Cessioni   | Cessioni |
| R.       | Nome                | a          | Modalità |
| -------- | ------------------- | ---------- | -------- |
| C        | Yao Aziawonou       | Young Boys |          |
| C        | Alexandre Comisetti | Le Mans    |          |
| A        | Slavisa Dugic       | Aarau      |          |
| P        | Anthony Favre       | Baulmes    |          |
| D        | Christophe Jaquet   | Yverdon    |          |
| C        | Djamel Mesbah       | Basilea    |          |
| D        | Yves Miéville       | Sciaffusa  |          |
| C        | Goran Obradović     | San Gallo  |          |
| P        | Marco Pascolo       | Sion       |          |
| D        | Jérémy Pauchard     | Meyrin     |          |
| D        | Stéphane Sarni      | Sion       |          |
| C        | Jérôme Sonnerat     | Angers     |          |
| A        | Léonard Thurre      | Sion       |          |
| A        | Cédric Tsimba       | Baulmes    |          |
| D        | Harutyun Vardanyan  | Aarau      |          |
| A        | Nicolas Weber       | Lugano     |          |
| C        | Fabrizio Zambrella  | Brescia    |          |

### Sessione invernale
| Acquisti | Acquisti | Acquisti | Acquisti |
| R.       | Nome     | da       | Modalità |
| -------- | -------- | -------- | -------- |

| Cessioni | Cessioni           | Cessioni         | Cessioni |
| R.       | Nome               | a                | Modalità |
| -------- | ------------------ | ---------------- | -------- |
| A        | Viorel Moldovan    | Timișoara        |          |
| P        | Paolo Collaviti    | Lucerna          |          |
| C        | Jorge Valdivia     | Colo-Colo        |          |
| C        | Davide Callà       | San Gallo        |          |
| D        | Miguel Portillo    | Angers           |          |
| C        | Christian Karembeu | Bastia           |          |
| A        | Mohamed Kader      | Sochaux          |          |
| C        | Stéphane Ziani     | Bastia           |          |
| A        | Éric Hassli        | San Gallo        |          |
| D        | Edu Silva          | Juventude        |          |
| A        | João Paulo         | Ciudad de Murcia |          |
| C        | Kata               | Brest            |          |
| C        | Massimo Lombardo   | Meyrin           |          |
| C        | Roberto Merino     | Ciudad de Murcia |          |
| A        | Mohamed Touré      | Sochaux          |          |

## Risultati

### Super League

#### Prima fase, girone di andata
| Arbitro: | Bertolini |

|                                        |           |  |
| Aegerter 59’ Lustrinelli 67’ Ojong 84’ | Marcatori |  |

| Arbitro: | Nobs |

|                    |           |                       |
| Kader 7’ Merino 8’ | Marcatori | 51’ Touré 66’ Rogério |

| Arbitro: | Rutz |

|           |           |                             |
| Kader 41’ | Marcatori | 8’ Chipperfield 42’ Delgado |

| Arbitro: | Busacca |

|                                                      |           |  |
| Alicarte 14’ (aut.) Dugic 79’ Bekjiri 80’ Varela 88’ | Marcatori |  |

| Arbitro: | Petignat |

|                                           |           |  |
| Margairaz 57’ Rey 59’ Alicarte 73’ (aut.) | Marcatori |  |

| Arbitro: | Wildhaber |

|                      |           |                   |
| Hassli 31’ Kader 74’ | Marcatori | 78’ (aut.) Yenemi |

| Arbitro: | Laperrière |

|             |           |            |
| Häberli 90’ | Marcatori | 78’ Hassli |

| Arbitro: | Steiner |

|              |           |             |
| Moldovan 64’ | Marcatori | 72’ Todisco |

| Arbitro: | Busacca |

|                    |           |              |
| Fabinho 17’ (rig.) | Marcatori | 74’ Valdivia |

#### Prima fase, girone di ritorno
| Arbitro: | Circhetta |

|                                      |           |                |
| Paulo 20’ Valdivia 90’ Balthazar 90’ | Marcatori | 5’ Lustrinelli |

| Arbitro: | Zimmermann |

|  |           |                         |
|  | Marcatori | 14’ Balthazar 90’ Kader |

| Arbitro: | Leuba |

|                        |           |           |
| Giménez 40’ Petrić 59’ | Marcatori | 16’ Paulo |

| Arbitro: | Rogalla |

|            |           |  |
| Merino 78’ | Marcatori |  |

| Arbitro: | Wildhaber |

|           |           |                        |
| Paulo 86’ | Marcatori | 31’ Rey 74’ Maraninchi |

| Arbitro: | Bertolini |

|                     |           |                     |
| Tarone 16’ Ilie 72’ | Marcatori | 64’ (rig.) Moldovan |

| Arbitro: | Kever |

|                      |           |          |
| Paulo 51’ Hassli 75’ | Marcatori | 22’ Neri |

| Arbitro: | Etter |

|                 |           |                                                 |
| Kata 67’ (aut.) | Marcatori | 29’ Callà 36’ Paulo 88’ Beausejour 90’ Moldovan |

| Arbitro: | Nobs |

|            |           |              |
| Merino 29’ | Marcatori | 73’ Akwuegbu |

### Coppa Svizzera
| 19 settembre 2004, ore 14:30 CEST Primo turno | Stade Nyonnais | 1 – 2 | Servette |  |

| 23 ottobre 2004, ore 19:30 CEST Secondo turno | Sion | 4 – 2 | Servette |  |

### Coppa UEFA

#### Preliminari
| Arbitro: | Eriksson |

|                                  |           |              |
| Polonkai 42’ Rajczi 56’ Tóth 63’ | Marcatori | 58’ Alicarte |

| Arbitro: | Richards |

|  |           |                           |
|  | Marcatori | 82’ Bükszegi 90’ Feczesin |

## Statistiche

### Statistiche di squadra
| Competizione   | Punti | In casa | In casa | In casa | In casa | In casa | In casa | In trasferta | In trasferta | In trasferta | In trasferta | In trasferta | In trasferta | Totale | Totale | Totale | Totale | Totale | Totale | DR |
| Competizione   | Punti | G       | V       | N       | P       | Gf      | Gs      | G            | V            | N            | P            | Gf           | Gs           | G      | V      | N      | P      | Gf     | Gs     | DR |
| -------------- | ----- | ------- | ------- | ------- | ------- | ------- | ------- | ------------ | ------------ | ------------ | ------------ | ------------ | ------------ | ------ | ------ | ------ | ------ | ------ | ------ | -- |
| Super League   | 23    | 9       | 4       | 3       | 2       | 14      | 11      | 9            | 2            | 2            | 5            | 10           | 17           | 18     | 6      | 5      | 7      | 24     | 28     | -4 |
| Coppa Svizzera | -     | 0       | 0       | 0       | 0       | 0       | 0       | 2            | 1            | 0            | 1            | 4            | 5            | 2      | 1      | 0      | 1      | 4      | 5      | -1 |
| Coppa UEFA     | -     | 1       | 0       | 0       | 1       | 0       | 2       | 1            | 0            | 0            | 1            | 1            | 3            | 2      | 0      | 0      | 2      | 1      | 5      | -4 |
| Totale         | 23    | 10      | 4       | 3       | 3       | 14      | 13      | 12           | 3            | 2            | 7            | 15           | 25           | 22     | 7      | 5      | 10     | 29     | 38     | -9 |

### Andamento in campionato
| Giornata  | 1  | 2  | 3  | 4  | 5  | 6  | 7  | 8  | 9  | 10 | 11 | 12 | 13 | 14 | 15 | 16 | 17 | 18 | 19 | 20 | 21 | 22 | 23 | 24 | 25 | 26 | 27 | 28 | 29 | 30 | 31 | 32 | 33 | 34 | 35 | 36 |
| --------- | -- | -- | -- | -- | -- | -- | -- | -- | -- | -- | -- | -- | -- | -- | -- | -- | -- | -- | -- | -- | -- | -- | -- | -- | -- | -- | -- | -- | -- | -- | -- | -- | -- | -- | -- | -- |
| Luogo     | T  | C  | C  | T  | T  | C  | T  | C  | T  | C  | T  | T  | C  | C  | T  | C  | T  | C  |    |    |    |    |    |    |    |    |    |    |    |    |    |    |    |    |    |    |
| Risultato | P  | N  | P  | P  | P  | V  | N  | N  | N  | V  | V  | P  | V  | P  | P  | V  | V  | N  |    |    |    |    |    |    |    |    |    |    |    |    |    |    |    |    |    |    |
| Posizione | 10 | 10 | 10 | 10 | 10 | 10 | 10 | 10 | 10 | 10 | 10 | 10 | 8  | 8  | 10 | 8  | 7  | 8  | 9  | 9  | 9  | 9  | 9  | 9  | 9  | 9  | 10 | 10 | 10 | 10 | 10 | 10 | 10 | 10 | 10 | 10 |

Legenda:

Luogo: C = Casa; T = Trasferta. Risultato: V = Vittoria; N = Pareggio; P = Sconfitta.

### Statistiche dei giocatori
| Giocatore     | Super League | Super League | Super League | Super League | Europa League Qual. | Europa League Qual. | Europa League Qual. | Europa League Qual. | Totale   | Totale | Totale      | Totale     |
| Giocatore     | Presenze     | Reti         | Ammonizioni  | Espulsioni   | Presenze            | Reti                | Ammonizioni         | Espulsioni          | Presenze | Reti   | Ammonizioni | Espulsioni |
| ------------- | ------------ | ------------ | ------------ | ------------ | ------------------- | ------------------- | ------------------- | ------------------- | -------- | ------ | ----------- | ---------- |
| H. Alicarte   | 4            | 0            | 1            | 0            | 1                   | 1                   | 0                   | 0                   | 5        | 1      | 1           | 0          |
| T. Bah        | 0            | 0            | 0            | 0            | 0                   | 0                   | 0                   | 0                   | 0        | 0      | 0           | 0          |
| M. Balthazar  | 2            | 2            | 0            | 0            | 0                   | 0                   | 0                   | 0                   | 2        | 2      | 0           | 0          |
| J. Beausejour | 11           | 1            | 1            | 0            | 2                   | 0                   | 0                   | 0                   | 13       | 1      | 1           | 0          |
| A. Bratic     | 0            | 0            | 0            | 0            | 0                   | 0                   | 0                   | 0                   | 0        | 0      | 0           | 0          |
| D. Callà      | 15           | 1            | 1            | 0            | 2                   | 0                   | 0                   | 0                   | 17       | 1      | 1           | 0          |
| P. Collaviti  | 3            | 0            | 0            | 0            | 0                   | 0                   | 0                   | 0                   | 3        | 0      | 0           | 0          |
| P. Cravero    | 11           | 0            | 4            | 0            | 0                   | 0                   | 0                   | 0                   | 11       | 0      | 4           | 0          |
| P. Diogo      | 16           | 0            | 1            | 0            | 2                   | 0                   | 0                   | 0                   | 18       | 0      | 1           | 0          |
| J. Domoraud   | 5            | 0            | 0            | 0            | 0                   | 0                   | 0                   | 0                   | 5        | 0      | 0           | 0          |
| S. Fournier   | 0            | 0            | 0            | 0            | 0                   | 0                   | 0                   | 0                   | 0        | 0      | 0           | 0          |
| E. Hassli     | 11           | 3            | 2            | 1            | 2                   | 0                   | 0                   | 0                   | 13       | 3      | 2           | 1          |
| P. Jolibois   | 0            | 0            | 0            | 0            | 0                   | 0                   | 0                   | 0                   | 0        | 0      | 0           | 0          |
| M. Kader      | 13           | 4            | 0            | 0            | 2                   | 0                   | 0                   | 0                   | 15       | 4      | 0           | 0          |
| C. Karembeu   | 12           | 0            | 5            | 0            | 2                   | 0                   | 0                   | 0                   | 14       | 0      | 5           | 0          |
| K. Kata       | 14           | 0            | 4            | 0            | 0                   | 0                   | 0                   | 0                   | 14       | 0      | 4           | 0          |
| L. Leonardo   | 9            | 0            | 3            | 1            | 2                   | 0                   | 0                   | 0                   | 11       | 0      | 3           | 1          |
| M. Lombardo   | 4            | 0            | 0            | 0            | 1                   | 0                   | 0                   | 0                   | 5        | 0      | 0           | 0          |
| O. Londono    | 8            | 0            | 1            | 0            | 2                   | 0                   | 0                   | 0                   | 10       | 0      | 1           | 0          |
| R. Merino     | 12           | 3            | 1            | 0            | 1                   | 0                   | 0                   | 0                   | 13       | 3      | 1           | 0          |
| V. Moldovan   | 13           | 3            | 2            | 0            | 0                   | 0                   | 0                   | 0                   | 13       | 3      | 2           | 0          |
| J. Paulo      | 10           | 5            | 2            | 0            | 0                   | 0                   | 0                   | 0                   | 10       | 5      | 2           | 0          |
| T. Pont       | 1            | 0            | 0            | 0            | 0                   | 0                   | 0                   | 0                   | 1        | 0      | 0           | 0          |
| M. Portillo   | 9            | 0            | 1            | 2            | 1                   | 0                   | 0                   | 0                   | 10       | 0      | 1           | 2          |
| Q. Quinín     | 0            | 0            | 0            | 0            | 0                   | 0                   | 0                   | 0                   | 0        | 0      | 0           | 0          |
| S. Roth       | 15           | 0            | 1            | 0            | 2                   | 0                   | 0                   | 0                   | 17       | 0      | 1           | 0          |
| E. Silva      | 16           | 0            | 2            | 0            | 2                   | 0                   | 0                   | 0                   | 18       | 0      | 2           | 0          |
| T. Toni       | 7            | 0            | 1            | 0            | 1                   | 0                   | 0                   | 0                   | 8        | 0      | 1           | 0          |
| M. Touré      | 0            | 0            | 0            | 0            | 0                   | 0                   | 0                   | 0                   | 0        | 0      | 0           | 0          |
| J. Valdivia   | 9            | 2            | 3            | 2            | 0                   | 0                   | 0                   | 0                   | 9        | 2      | 3           | 2          |
| F. Yenemi     | 5            | 0            | 2            | 0            | 1                   | 0                   | 1                   | 0                   | 6        | 0      | 3           | 0          |
| S. Ziani      | 14           | 0            | 1            | 0            | 2                   | 0                   | 1                   | 0                   | 16       | 0      | 2           | 0          |